# ويلارد شريدر
ويلارد شريدر (بالإنجليزية: Willard Schrader)‏ هو لاعب جمباز أمريكي، ولد في 17 فبراير 1883، وتوفي في 1963.

## وصلات خارجية
- ويلارد شريدر على موقع أوليمبيديا (الإنجليزية)